# アムリトサル国際空港

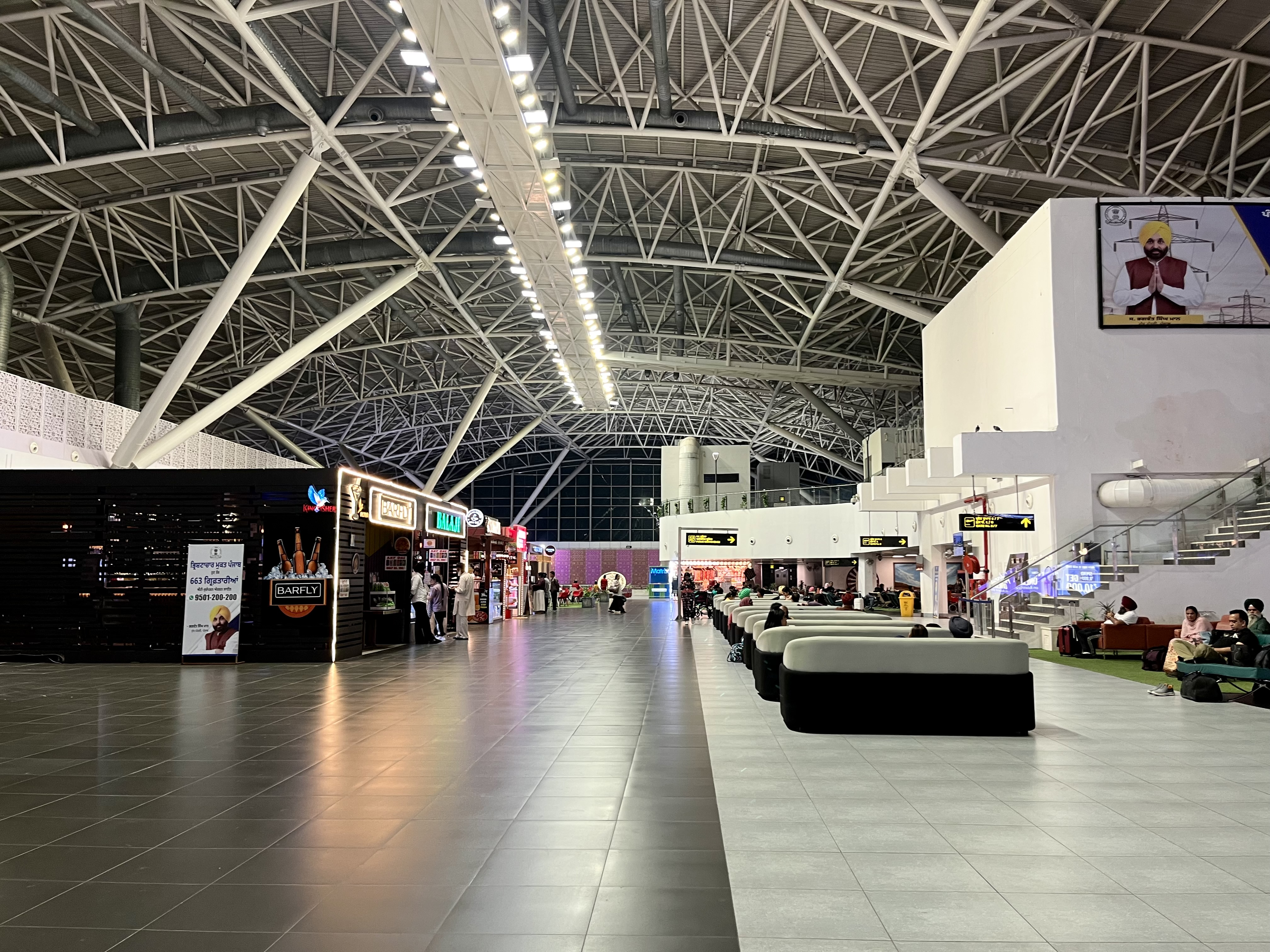
国際線制限エリア内

シュリー・グル・ラーム・ダース・ジー国際空港（パンジャーブ語: ਸ੍ਰੀ ਗੁਰੂ ਰਾਮਦਾਸ ਜੀ ਕੌਮਾਂਤਰੀ ਹਵਾਈ ਅੱਡਾ、英語: Amritsar International Airport'）とは、インド・パンジャーブ州アムリトサルにある空港。
名称は、パンジャーブ地方に勢力を持ったシク教の第4代指導者（グル）であるラーム・ダースにちなむ
。
旧名称はラージャ・サーンシー国際空港（Raja Sansi International Airport）で、所在地のラジャ・サンシ村から名付けられていた。

## 就航航空会社と就航都市

### 国際線
| 航空会社                       | 就航地                                   |
| ------------------------------ | ---------------------------------------- |
| エア・インディア               | ロンドン/ガトウィック、バーミンガム      |
| IndiGo                         | シャールジャ                             |
| エア・インディア・エクスプレス | ドバイ/国際、シャールジャ                |
| スパイスジェット               | ドバイ/国際                              |
| カタール航空                   | ドーハ                                   |
| タイ・ライオン・エア           | バンコク/ドンムアン                      |
| マレーシア航空                 | クアラルンプール                         |
| バティック・エア・マレーシア   | クアラルンプール                         |
| エアアジア                     | クアラルンプール                         |
| スクート                       | シンガポール                             |
| ネオス                         | ローマ/フィウミチーノ、ミラノ/マルペンサ |

### 国内線
| 航空会社                       | 就航地                                                                                               |
| ------------------------------ | --- |
| エア・インディア               | デリー、ムンバイ、チェンナイ                                                                         |
| エア・インディア・エクスプレス | ハイデラバード                                                                                       |
| IndiGo                         | デリー、ムンバイ、ベンガルール、アフマダーバード、コルカタ、ハイデラバード、プネー、グワーハーティー |
| スパイスジェット               | デリー、アフマダーバード                                                                             |